# Detarieae
La tribu Detarieae de la familia 	Fabaceae incluye muchos árboles tropicales entre ellos algunos que se utilizan para la producción de madera o que son ecológicamente importantes. La tribu incluye 81 géneros, de los cuales 53 son nativos de África.  Entre las  especies más destacadas del género se encuentran Amherstia nobilis y Tamarindus indica.

## Descripción
Presentan el envés (la cara de abajo) de las hojas cubiertas por glándulas con forma de cráter y las estípulas y bractéolas caducas, caedizas. Los miembros de la tribu muestran una reducción en el número de pétalos o de estambres. Producen, un tipo de resina muy particular, la cual contiene diterpenos bicíclicos.  La tribu incluye muchos árboles tropicales entre ellos algunos que se utilizan para la producción de madera. Incluye unos 80 géneros con un número cromosómico básico de x=12. Se distribuyen en África y Sudamérica.

## Géneros
Afzelia - Amherstia - Anthonotha - Aphanocalyx - Augouardia - Baikiaea - Barnebydendron - Berlinia - Bikinia - Brachycylix - Brachystegia - Brandzeia - Brodriguesia - Brownea - Browneopsis - Colophospermum - Copaifera - Crudia - Cryptosepalum - Cynometra - Daniellia - Detarium - Dicymbe - Didelotia - Ecuadendron - Elizabetha - Endertia - Englerodendron - Eperua - Eurypetalum - Gilbertiodendron - Gilletiodendron - Goniorrhachis - Gossweilerodendron - Guibourtia - Hardwickia - Heterostemon - Humboldtia - Hylodendron - Hymenaea - Hymenostegia - Icuria - Intsia - Isoberlinia - Julbernardia - Kingiodendron - Lebruniodendron - Leonardoxa - Leucostegane - Librevillea - Loesenera - Lysidice - Macrolobium - Maniltoa - Michelsonia - Micklethwaitia - Microberlinia - Neoapaloxylon - Neochevalierodendron - Normandiodendron - Oddoniodendron - Oxystigma - Paloue - Paloveopsis - Paramacrolobium - Pellegriniodendron - Peltogyne - Plagiosiphon - Polystemonanthus - Prioria - Pseudomacrolobium - Pseudosindora - Saraca - Schotia - Scorodophloeus - Sindora - Sindoropsis - Stemonocoleus - Talbotiella - Tamarindus - Tessmannia - Tetraberlinia -  Zenkerella